# Naissance en 1132
Naissance
- 1128
- 1129
- 1130
- 1131
- 1132
- 1133
- 1134
- 1135
- 1136

Cette page dresse une liste de personnalités nées au cours de l'année 1132 :
- Ephraïm de Bonn, tossafiste rhénan, exégète, décisionnaire, auteur liturgique et chroniqueur.
- Iaroslav II de Kiev, ou Iaroslav Iziaslavitch ou Iaroslav II de Loutsk, prince du Rus' de Kiev de la dynastie des Riourikides.
- Sanche VI de Navarre, roi de Navarre.
- Gottfried von Spitzenberg, évêque de Ratisbonne et de Wurtzbourg.
- Rhys ap Gruffydd, prince gallois qui régna sur le royaume de Deheubarth.
- Urraca de Castille, reine consort de Navarre.
- Wie (en), impératrice chinoise.

date incertaine (vers 1132)
- Vladimir III de Kiev, ou Vladimir Mstislavitch, Grand-prince du Rus' de Kiev de la dynastie des Riourikides.

## Crédit d'auteurs
- Cet article est partiellement ou en totalité issu de l'article intitulé « 1132 » (voir la liste des auteurs).